# Рудолф VI фон Баден
Рудолф VI Дългия (на немски: Rudolf VI von Baden, der „Lange“, „der Große“, † 21 март 1372) е маркграф на Маркграфство Баден и граф на Еберщайн от 1353 до 1372 г.

## Произход и управление
Рудолф VI е единственият син на маркграф Фридрих III фон Баден (* ок. 1327, † 2 септември 1353) и Маргарета фон Баден († 1 септември 1367), дъщеря на маркграф Рудолф Хесо фон Баден.
При Рудолф VI през 1361 г. Баден е отново обединен, понеже другите линии изчезват. По време на неговото управление маркграфовете на Баден са признати като имперски графове.

## Фамилия
Рудолф VI се жени за Матилда фон Спонхайм († 1 ноември 1410), дъщеря на граф Йохан III фон Спонхайм († 30 декември 1398) и Мехтхилд фон Пфалц (1312 – 1375). Те имат децата:
- Бернхард I (* 1364, † 5 април 1431), маркграф на Баден, женен I. 1384 г. (развод 1393) за графиня Маргарета фон Хоенберг-Ротенбург († 26 февруари 1419), II. на 15 септември 1397 г. за Анна фон Йотинген († 9 ноември 1436)
- Рудолф VII († 13 януари 1391), маркграф на Баден
- Матилда († 3 август 1425 в Шлойзинген), ∞ 4 юли 1376 за граф Хайнрих XI фон Хенеберг-Шлойзинген (* 1350; † 26 декември 1405)
- Катарина, омъжена за Йохан фон Лихтенберг
- Рудолф († 1362)
- Рудолф († 13 януари 1391)